# Kiepenkerl

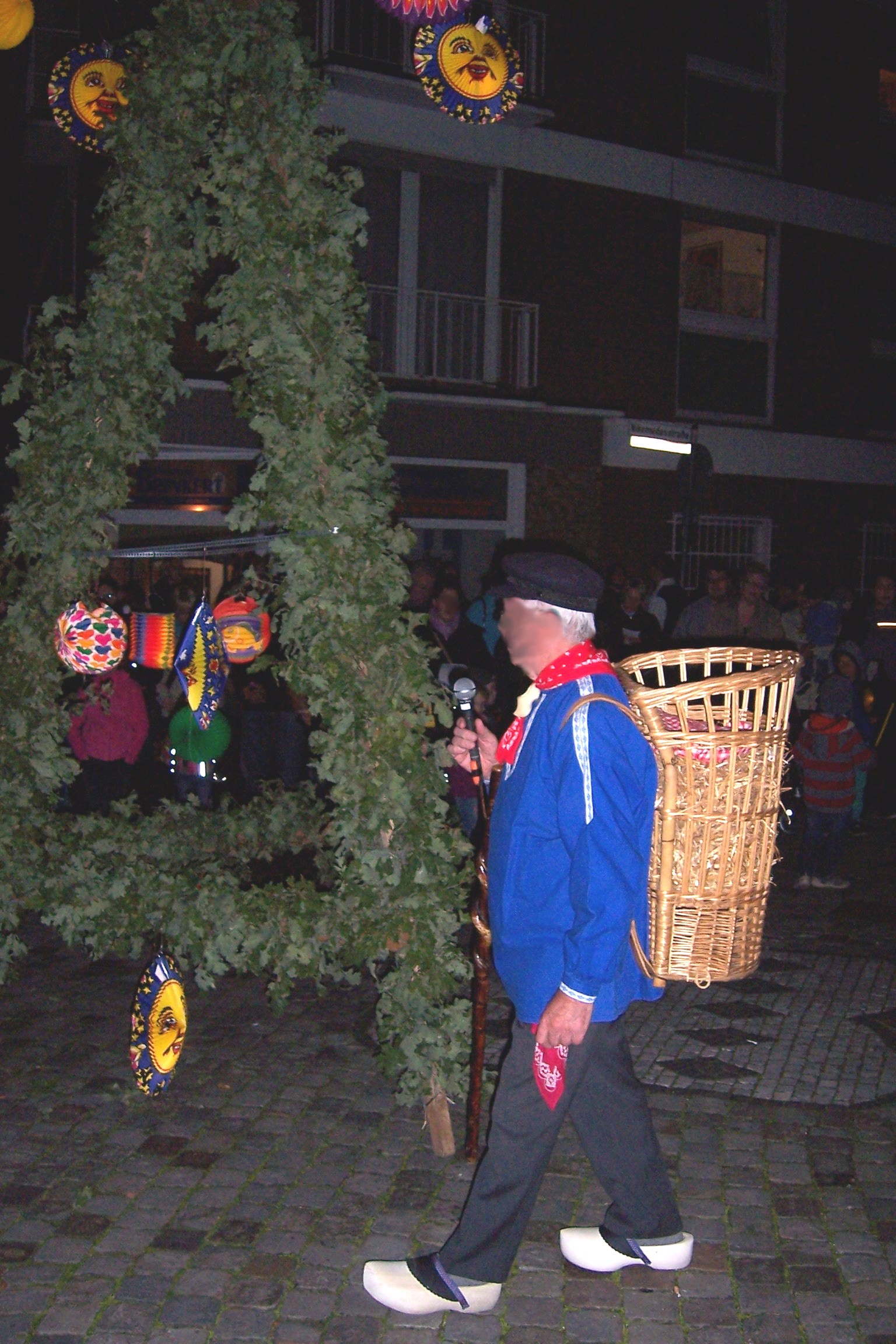
Lambertuspyramide in Steinfurt-Borghorst und „Buer“ (Bauer → Kiepenkerl) für das im Text erwähnte Singspiel.

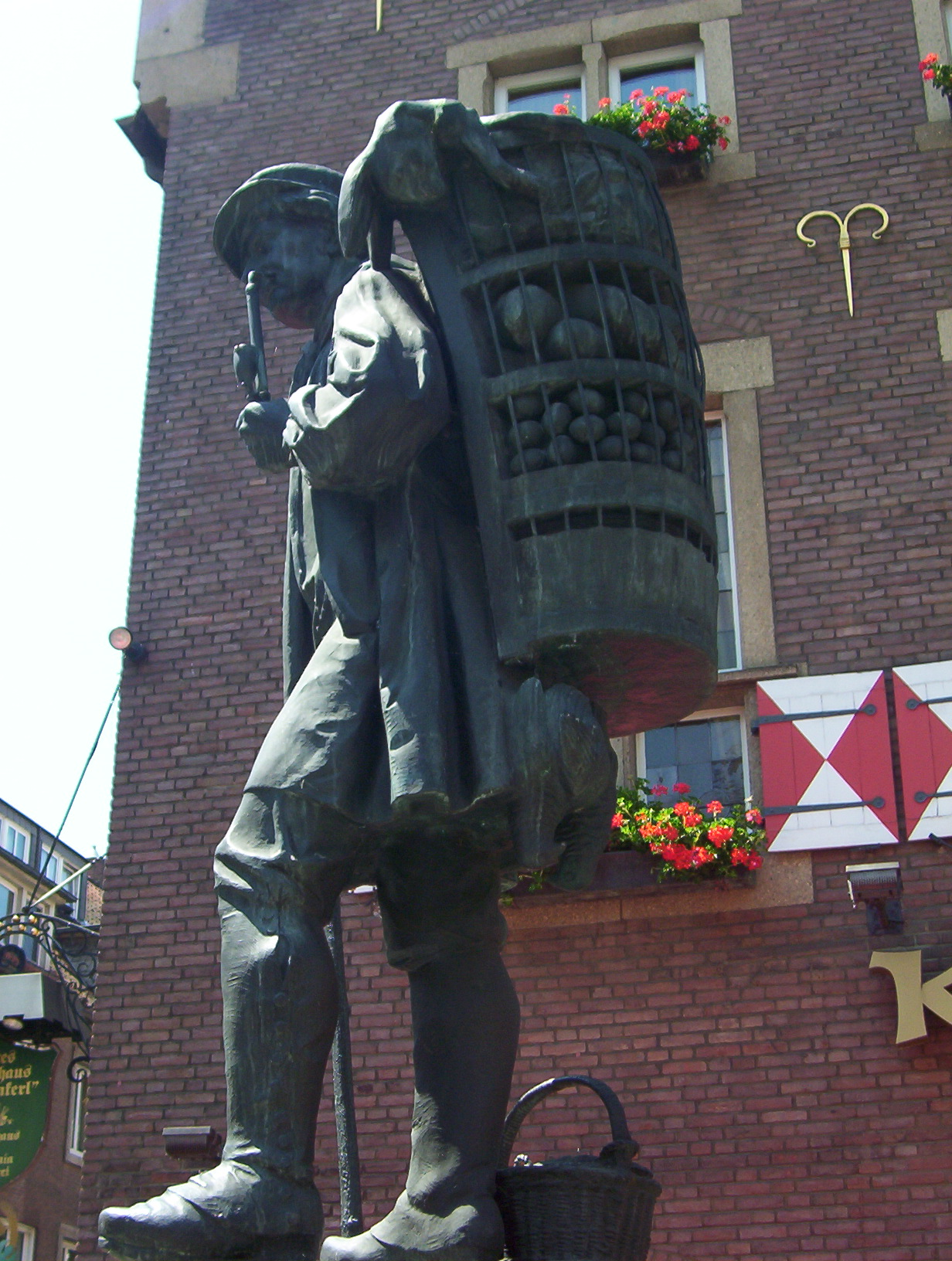
Das Kiepenkerl-Denkmal in Münster

Kiepenkerle wurden umherziehende Händler im niederdeutschen Sprachgebiet zwischen Sauerland und Hamburg genannt, die zum fahrenden Volk gehörten. Sie brachten Nahrungsmittel wie Eier, Milchprodukte und Geflügel in die Städte und versorgten im Gegenzug die ländlichen Gebiete mit Salz, anderen Waren und Nachrichten. Deutsche Händler, die in dieser Form die Grenze zu den benachbarten Niederlanden überschritten, wurden dort Kiepkerel, im Norden auch Kiepkerl genannt. Am Niederrhein gibt es die Bezeichnung Kiependräger.
Der Name leitet sich von der Kiepe ab, einer aus Holz und Korbgeflecht bestehenden Rückentrage (Korbtrage), mit der die Kiepenkerle zu Fuß über Land gingen, um der dortigen Bevölkerung ihre Waren zu verkaufen, die sich in und an der Kiepe befanden.
Zur typischen traditionellen Tracht der Kiepenkerle in Westfalen und am Niederrhein gehören seit dem 19. Jahrhundert neben der Kiepe ein weißes Hemd, eine schwarze Halsbinde oder ein buntes, oft rotes Halstuch, eine Weste, darüber als Schutzkleidung ein blauer, bis zu knielanger Leinenkittel (Kiel) oder eine Jacke, Kniebundhose oder lange Hose aus Leinen oder Tuch, Holzschuhe (Holsken) oder Lederschuhe mit Strümpfen und hohen Gamaschen, eine hohe oder flache Schirmmütze (Kipp), Tabakspfeife (Mutz) und der Wanderstock (Krückmann).
Unter ihnen waren nicht nur Männer, sondern auch Frauen wie Kiepenlisettken aus Schalksmühle.
Heute spielen die Kiepenkerle vor allem im Rahmen von Folklore und im Tourismus, beispielsweise als Stadt- oder Museumsführer eine Rolle. Dieser Brauch ist besonders im Münsterland verbreitet. Auch spielt traditionell ein Kiepenkerl die Rolle des Buern beim Singspiel O Buer, wat kost dien Hei?, das ein wichtiger Bestandteil des Lambertussingens ist.

## Denkmäler für den Kiepenkerl
Dem Kiepenkerl wurden zahlreiche Denkmäler gesetzt.
- In Kirchhellen steht auf dem Johann-Breuker-Platz ein Denkmal zu Ehren des Brezelfestes ein Brezelbruder aus Bronze gegossen. Die traditionelle Kleidung der Kirchhellener Brezelbrüder ist dem Kiepenkerl nachempfunden.[3]
- Bielefeld – Leineweberdenkmal → Hauptartikel: Leineweberdenkmal
- Hamm-Heessen – Denkmal für Jan Dümmelkamp gegenüber der St.-Stephanus-Kirche
- Herford - Linnenbauerdenkmal auf dem Linnenbauerplatz. Figur des Herforder Handwebers Fritken Oberdiek (1844–1919) geschaffen von Gregor von Bochmann dem Jüngeren. Es wurde 1909 eingeweiht. → Hauptartikel: Denkmäler und Kunst im öffentlichen Raum in Herford
- Kevelaer – Bronzefigur des Handelsmanns und Wallfahrtsstifters Hendrik Busmann geschaffen von Erika Rutert aus Xanten, Größe 1,90 m, Standort: Busmannstraße 19, ein Geschenk der Werbegemeinschaft Busmannstraße, wurde 1989 enthüllt
- Lüdinghausen - Kiepenkerlfigur bei Burg Vischering
- Meinerzhagen
- Münster - Im Kiepenkerlviertel wurde 1896 am Spiekerhof ein aus Gips mit Kupferauflage gefertigtes Denkmal errichtet. Nach der Zerstörung im Zweiten Weltkrieg wurde eine Kopie aus Bronzeguss angefertigt, die 1953 durch Bundespräsident Theodor Heuss eingeweiht wurde. → Hauptartikel: Kiepenkerl (Münster)
- Nettetal-Breyell – Kiependräger, Bronzefigur, geschaffen von Loni Kreuder aus Hinsbeck, Standort: Josefstraße
- Nettetal-Breyell – Betonskulptur, geschaffen von Wolfram Schobel-Gundhardt aus Nettetal, Standort: Naturschutzhof Baerlo
- Rees – Standort: vor dem Delltor / Florastraße. Das Denkmal wurde 1963 von der Firma Oldenkott zum 125-jährigen Betriebsjubiläum gestiftet.[4]
- In Schalksmühle steht ein von Waldemar Wien geschaffenes Denkmal für das Kiepenlisettchen (Lisette Cramer geb. Buschhaus, 1845–1907)[5]
- Sendenhorst-Albersloh – Betonskulptur aus der Werkstatt der Künstlerin Christel Lechner aus Witten. Die Skulptur wurde den Alberslohern im Jahr 2019 von der plattdeutschen Theatergruppe des Albersloher Heimatvereins geschenkt und am Wersewanderweg (siehe Werseradweg) aufgestellt.
- Solingen – Bronzeplastik in Unterburg, geschaffen von Franz Otto Lipp aus Hückeswagen. Die Plastik wurde 1990 auf Initiative des Verschönerungsvereins Burg an der Schlossbergstraße aufgestellt.
- Stadtlohn – Skulptur an der Stadthalle
- Waltrop – Kiepenkerlbrunnen
- Washington, D.C. – Eine Kopie des Kiepenkerldenkmals in Münster, aus Edelstahl geschaffen von Jeff Koons anlässlich der Skulptur.Projekte 1987, ist als Exponat des Hirshhorn Museum and Sculpture Garden an der National Mall in Washington, D.C. zu sehen.[6]
- Werne – Relief an der ehemaligen Gaststätte Erlenkämper
- Willingen (Upland) – Linnenkerlbrunnen

## Kiepenkerl als Marken- und Firmenname
Kiepenkerl ist u. a. der Name:
- einer Tabakmarke der Firma Oldenkott.
- einer lokalen Radiostation im Kreis Coesfeld, Radio Kiepenkerl